# Sokolohirsk
Sokolohirsk (în ucraineană Сокологірськ) este oraș regional în  regiunea Luhansk, Ucraina. Deși subordonat direct regiunii, orașul este și reședința raionului Pervomaisk.

## Demografie
Componența lingvistică a orașului Pervomaisk
     Rusă (71,22%)
     Ucraineană (23,27%)
     Alte limbi (0,28%)
Conform recensământului din 2001, majoritatea populației orașului Pervomaisk era vorbitoare de rusă (71,22%), existând în minoritate și vorbitori de ucraineană (23,27%).